# Serrat de la Comassa
El Serrat de la Comassa és un serrat del municipi de Castell de Mur situada a l'extrem sud-oest del terme, a prop del límit amb Sant Esteve de la Sarga, al Pallars Jussà. Pertanyia a l'antic terme de Mur.